# Institut d'Estudis Vallencs
Institut d'Estudis Vallencs (IEV) és una entitat cultural no lucrativa, creada el 1960 per Ramon Barbat i Miracle, Josep M. Bigas i Canals, Cèsar Martinell i Brunet i Josep M. Selva i Grifell, vallencs residents a Barcelona i traslladada posteriorment a la ciutat de Valls. Des del 1979 té també el reconeixement de centre d'estudis d'abast comarcal. Està adherida al Consell Superior d'Investigacions Científiques a través de la Confederación Española de Centros de Estudios Locales i és membre fundador de la Coordinadora de Centres d'Estudis de Parla Catalana. El 2006 va rebre la Creu de Sant Jordi.
Té com a objectius bàsics l'estudi i divulgació de la història i la realitat local i comarcal a través, no tan sols de la investigació, sinó també de l'anàlisi biogràfic i crític de la persona i de l'obra de la gent de Valls i de l'Alt Camp que ha sobresortit per les seves actuacions. Està regit per una assemblea general formada per membres honorífics, numeraris i corporatius. Aquesta Assemblea designa la Junta Directiva de l'entitat, la qual analitza el treball realitzat i defineix les línies de futur. Per tal d'afavorir un bon funcionament, existeix una Comissió Permanent que es reuneix cada setmana i que garanteix la realització dels acords de la Junta Directiva. També formen part de l'IEV els socis col·laboradors i els subscriptors de les publicacions. L'IEV té també un important paper com a organisme consultiu i assessor d'institucions locals i comarcals, sobretot l'Ajuntament de Valls.
Durant la dècada dels 1980 del segle xx va ser un dels agents cabdals per a la creació del Museu Casteller de Catalunya, que en l'actualitat s'està construint a la ciutat de Valls.
Durant l'any, l'Institut d'Estudis Vallencs i les entitats que hi estan vinculades diferents premis i beques per tal de fomentar i incentivar la recerca. Els premis que anualment convoca l'IEV són: Premis a la Salvaguarda del Patrimoni de l'Alt Camp, que es divideix entre el de restauració arquitectònica i des de l'any 2000 el de cultura; Premi de Natura; i Concurs Estatal de Fotografia «Ciutat de Valls».